# Paweł Komorowski
Paweł Komorowski est un réalisateur et scénariste polonais né le 14 août 1930 à Varsovie et mort le 28 novembre 2011 à Zakopane.

## Biographie
Paweł Komorowski est né le 14 août 1930 à Varsovie, en Pologne.
Il est diplômé en histoire de l'art à l'université Jagellonne en 1951 et en réalisation à l'École nationale de cinéma de Łódź en 1955.
Réalisateur et scénariste de longs métrages et de séries, récompensé, entre autres, à deux reprises par le prix du ministère de la défense et le prix du président du comité radio.
Il meurt le 28 novembre 2011 à Zakopane et est enterré dans le nouveau cimetière de la rue Nowotarska à Zakopane (section de cimetière F4-1-10).

## Filmographie

### Au cinéma

#### Réalisateur
- 1956 : Koniec nocy
- 1956 : Człowiek na torze
- 1957 : Eroica
- 1957 : Deszczowy lipiec
- 1958 : Orzeł
- 1959 : Pociąg
- 1960 : Szklana góra
- 1960 : Niewinni czarodzieje
- 1962 : Czerwone berety
- 1964 : Pięciu
- 1965 : Dobótki
- 1966 : Ściana Czarownic
- 1967 : Stajnia na Salvatorze
- 1968 : Ostatni po Bogu
- 1970 : Przystań
- 1971 : Kocie ślady
- 1971 : Gwiazda wytrwałości
- 1971 : Brylanty pani Zuzy
- 1975 : Czerwone i białe
- 1976 : Ptaki, ptakom...
- 1977 : Szarada
- 1979 : Elegia
- 1982 : Oko proroka
- 1984 : Przeklęte oko proroka
- 1996 : A to Polska właśnie
- 2000 : Syzyfowe Prace

#### Scénariste
- 1956 : Koniec nocy
- 1960 : Szklana góra
- 1964 : Pięciu
- 1971 : Kocie ślady
- 1971 : Brylanty pani Zuzy
- 1975 : Czerwone i białe
- 1976 : Ptaki, ptakom...
- 1977 : Szarada
- 1979 : Elegia
- 1982 : Oko proroka
- 1984 : Przeklęte oko proroka
- 1996 : A to Polska właśnie
- 2000 : Syzyfowe Prace

### À la télévision

#### Acteur
- 1978 : Życie na gorąco d'Andrzej Konic : John, assistant de Mamrock, agent de la CIA

#### Réalisateur
- 1969 : Przygody pana Michała
- 1980 : Misja
- 1985 : Oko proroka czyli Hanusz Bystry i jego przygody
- 1998 : Syzyfowe prace

#### Scénariste
- 1980 : Misja
- 1985 : Oko proroka czyli Hanusz Bystry i jego przygody
- 1998 : Syzyfowe prace

## Distinctions et récompenses
Paweł Komorowski a été récompensé à deux reprises par le prix du ministère de la Défense nationale polonais.
Il a également obtenu le prix du comité de la radio et de la télévision polonaise Polskie Radio i Telewizja (pl).

## Crédit d'auteurs
- (pl) Cet article est partiellement ou en totalité issu de l’article de Wikipédia en polonais intitulé « Paweł Komorowski » (voir la liste des auteurs).